# 希腊-伊朗语族
希腊-伊朗语族或希腊-亚美尼亚-伊朗语族，是印欧语系一个假设的演化支，包含希腊语、亚美尼亚语和印度-伊朗语族。
希腊-伊朗-亚美尼亚语族大约在公元前3千纪中期从印欧语祖先中分化出来。

## 原乡
依坟塚假说，希腊-伊朗语族也可称为“晚期（原始）印欧语”：希腊-伊朗语族形成一组方言，对应公元前3千纪初印欧语原乡的方言连续体。到公元前2500年左右，原始希腊语和原始印度-伊朗语分化并各自迁徙。
如果承认希腊-伊朗语族的存在，那么希腊语和梵语中的格拉斯曼定律便可以有共同的解释。然而，可以确定希腊语中的格拉斯曼定律发生在一些仅见于希腊语的音变之后，说明这一特征并非继承自两者的共同祖先，更可能是影响了当时尚且连续的希腊-伊朗语地区的某种区域特征。这应当发生在原始希腊语和原始印度-伊朗语分化后，长途迁徙前。

## 讨论
希腊-伊朗语族最早由Wolfram Euler（1979）提出，他发现希腊语和梵语的名词屈折系统很相似。比较神话学研究中，也认为两者有很密切的关系，如马丁·利奇菲尔德·韦斯特 (1999)和Calvert Watkins (2001)。
一个有争议的假说将希腊语置于希腊-亚美尼亚语族中，有人据此将亚美尼亚语接收过来，组成“希腊-亚美尼亚-伊朗语族”，分化为原始希腊语（可能还包括弗里吉亚语）、原始亚美尼亚语和印度-伊朗语族的祖语。
希腊-伊朗语族在支持亚美尼亚起源假说的印欧语学家中尤为流行，他们认为原始印欧语的原乡是亚美尼亚高原。

## 阅读更多
- Martirosyan, Hrach. "The place of Armenian in the Indo-European language family: the relationship with Greek and Indo-Iranian". In: Journal of Language Relationship 10, no. 1 (2013): 85–138. https://doi.org/10.31826/jlr-2013-100107